# Gorod
A Gorod francia technikás/progresszív death metal zenekar, mely 1997-ben alakult meg Bordeaux-ban. Eleinte „Gorgasm” volt a nevük, de 2005-ben kénytelenek voltak megváltoztatni, ugyanis ezen a néven már működik egy amerikai death metal együttes. Lemezeiket a Listenable Records jelenteti meg.

## Tagok

### Jelenlegi tagok
- Julien Deyres – éneklés (2010–)
- Mathieu Pascal – gitár (1997–)
- Benoit Claus – basszusgitár (1997–)
- Nicolas Alberny – gitár (2010–)
- Karol Diers – dobok (2014–)

### Korábbi tagok
- Sandrine Bourguignon
- Guillaume Martinot
- Arnaud Pontacq
- Samuel Santiago

## Diszkográfia
- Neurotripsicks (2005)
- Leading Vision (2006)
- Process of a New Decline (2009)
- A Perfect Absolution (2012)
- A Maze of Recycled Creeds (2015)

## Egyéb kiadványok
Gorgasm néven
- Gorgasm Demo (2000)
- Promo (2002)

Gorod néven
- Transcendence (EP, 2011)
- Kiss the Freak (EP, 2017)